# William Beveridge
William Henry Beveridge, primo barone Beveridge, KCB (Rangpur, 5 marzo 1879 – Oxford, 16 marzo 1963), è stato un economista e sociologo britannico, famoso per aver redatto nel 1942 un rapporto sulla "sicurezza sociale e i servizi connessi" (Report of the Inter-Departmental Committee on Social Insurance and Allied Services, meglio conosciuto come "Rapporto Beveridge"), che è servito da base per la riforma dello stato sociale britannico messa in atto dal governo laburista eletto nelle elezioni generali del 1945.

## Biografia

### Origini e formazione
Nasce il 5 marzo 1879 a Rangpur, nella colonia britannica dell'Impero anglo-indiano da Henry Beveridge e Annette Akroyd. Venne educato nel prestigioso istituto di Charterhouse a Godalming, situata a circa 60 km a sud-ovest di Londra. Successivamente, studiò matematica, letteratura classica e legge al Balliol College, uno dei collegi costituenti l'Università di Oxford.
Dopo gli studi divenne avvocato e si occupò di servizi sociali scrivendo sull'argomento articoli sul quotidiano londinese Morning Post. Dal 1903 si interessò delle problematiche relative alla disoccupazione. Lavorò con Sidney Webb e Beatrice Webb, venendo influenzato dalle loro teorie di riforme sociali relativamente al lavoro, alla scuola e alle pensioni.

### Il rapporto Beveridge
Beatrice Webb lo presentò nel 1908 a Winston Churchill, allora Ministro del Commercio e dell'Industria. Beveridge sposò il matematico Janet Philip, figlia di William Philip e vedova di David Mair, nel 1942. Avevano lavorato insieme nel servizio civile e alla LSE, e lei fu determinante nella stesura e nella pubblicizzazione del Rapporto Beveridge.

### Gli ultimi anni e la morte
Per alcuni mesi, dal 1944 al 1945, rappresentò il collegio di Berwick-upon-Tweed alla Camera dei comuni, eletto nel Partito Liberale.

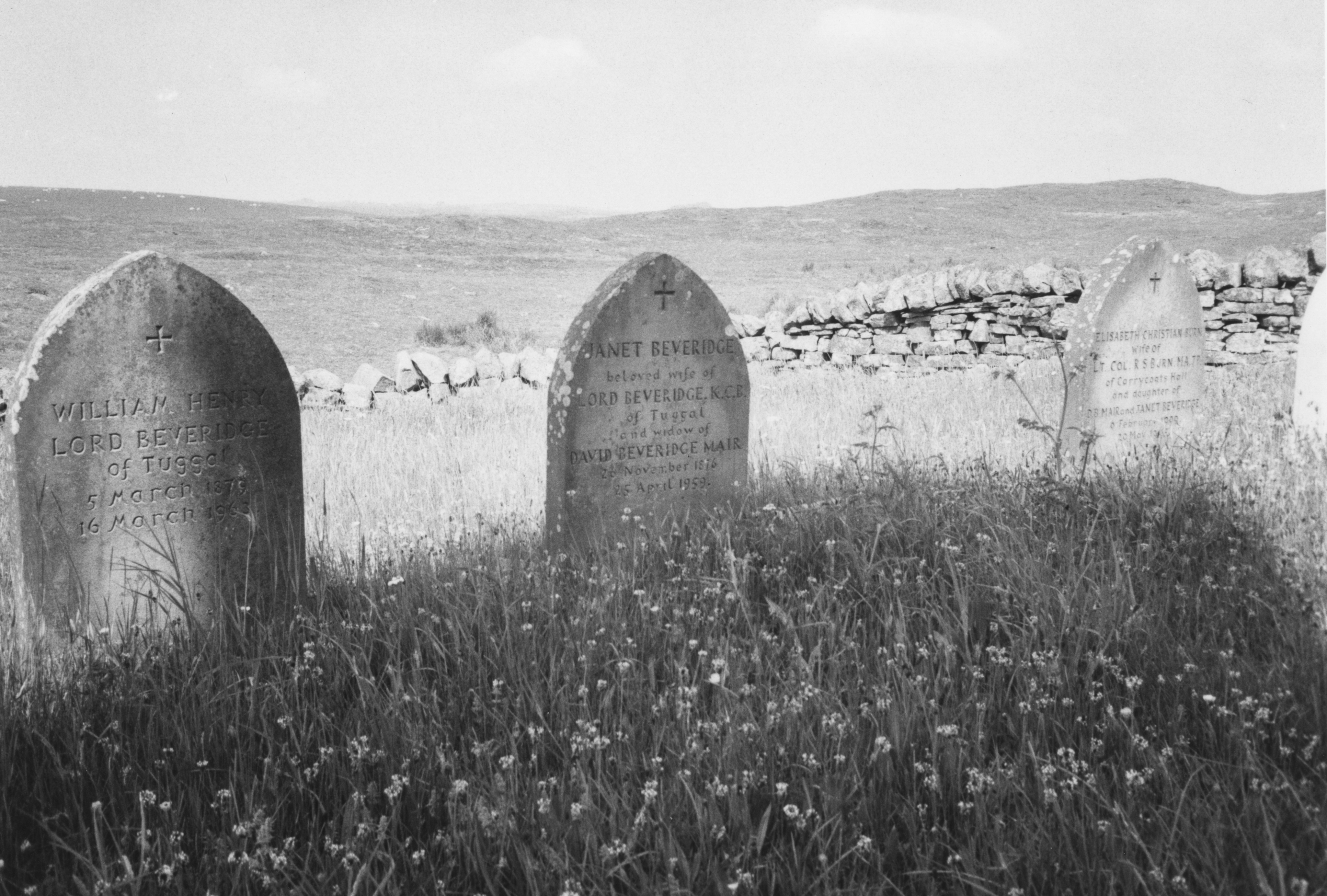
Le tombe di Lord e Lady Beveridge

Morì nella sua casa il 16 marzo 1963, all'età di 84 anni, e fu sepolto nel cimitero di Thockrington, nelle brughiere della Northumbria. La sua baronia si estinse alla sua morte. Le sue ultime parole sono state: "Ho mille cose da fare".